# سكوت هانسون
سكوت هانسون (بالإنجليزية: Scott Hanson)‏ هو مراسل ميداني أمريكي، ولد في 24 يونيو 1971.